# Су-Нураксі-ді-Баруміні
Су Нураксі — нурагічна археологічна пам'ятка у Баруміні, Сардинія, Італія, була включена ЮНЕСКО до Світової спадщини 1997 року як «Su Nuraxi di Barumini».
Су Нураксі означає «Нураг» кампіданською, південним діалектом сардинської мови.
Су Нураксі — це поселення, яке складається з нурага (бастіону з чотирма кутовими вежам та однією центральною), будівництво якого було розпочато 17 ст. до н. е., та селища, яке існувало довкола нурага у 13-6 ст. до н. е. Науковці вважають їх найвражаючішим виразом Нурагічної цивілізації.

## Розташування
Су Нураксі розташовано бл.1 км на захід від центра селища Баруміні на дорозі до Туілі, на висоті бл.230 м.н.м. Поблизу також розташовані інші нураги Іс Парас та Су Муліну, пізньоготично-каталанська приходська церква Гестура та археологічний парк з протонурагом Брунку Мадагуй, одним з найстаріших відомих нурагів.
Селище Баруміні розташовано на північній межі гористого ландшафту, який за свої конусні пагорби отримав назву Мармілья («Груди»). За 1,6 км від центра селища тече річка Флуміні Манну («Великий потік»), яка за 50 км на південь впадає у Середземне море поблизу міста Кальярі. Відстань Су-Нураксі від західного берега острова становить 40 км.

## Історія та опис
Центральний нураг розташований на невеликому пагорбі гряди Мармільї, навпроти конусного пагорбу у формі жіночих грудей, який дав назву всій гряді. Комплекс складається з першим зведеного центрального нурагу, оточеного стіною з чотирма зовнішніми баштами. У другому кільці зовнішніх стін є залишки інших башт, яких колись було дев'ять. Вся зовнішня територія оточена близько 150 залишками фундаментів, в основному, круглих будівель, — «селищем», яке лежить за межами стін п'ятибаштової структури центру, а тому було незахищеним.
Нураг та селище були пов'язані з системою інших нурагів по острову, наприклад з багатодольним нурагом, який був знайдений під Палаццо Запата (15 ст.н. е.) у селищі.

### Нураг

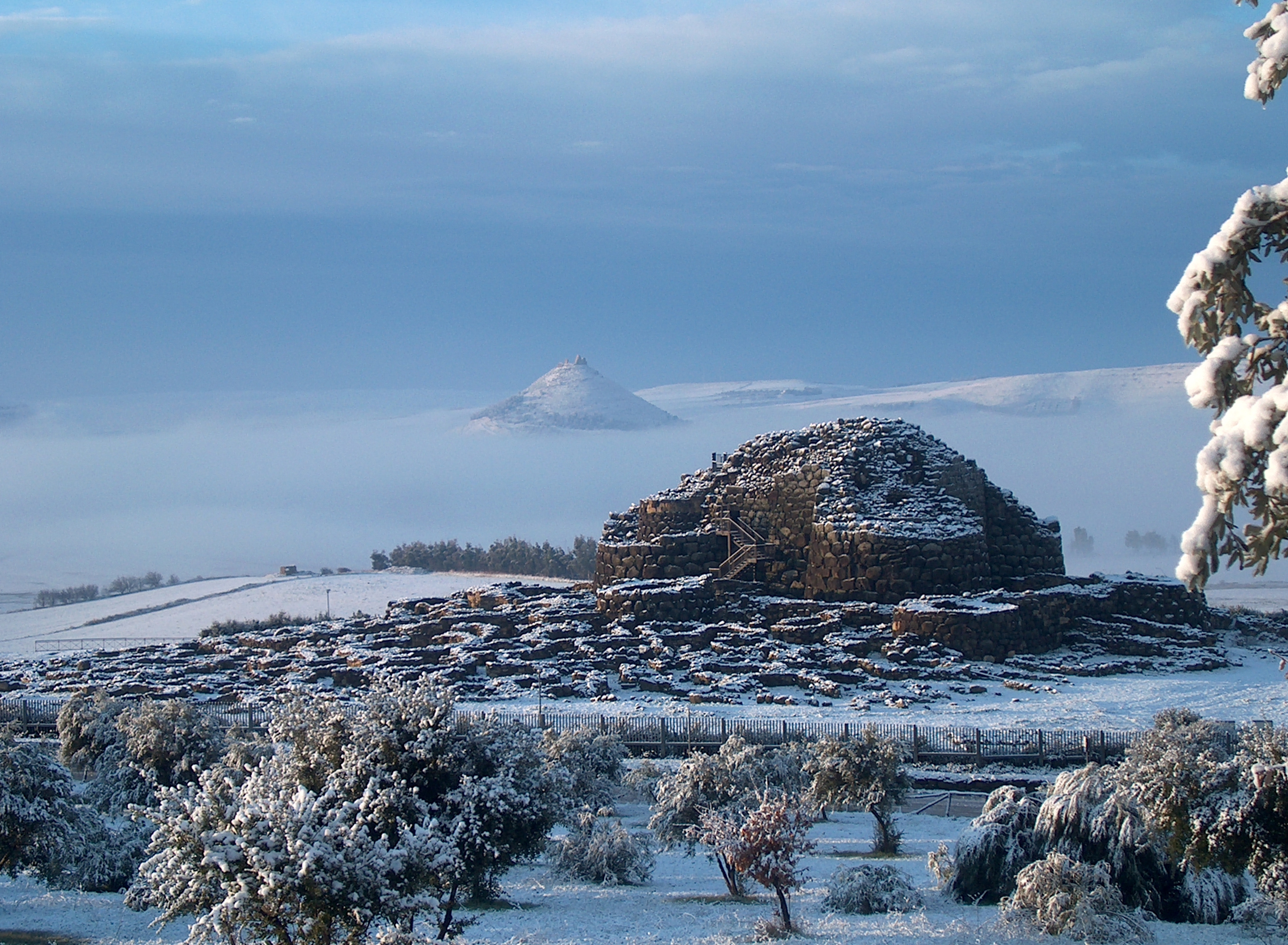
Су Нураксі взимку

#### Споруда

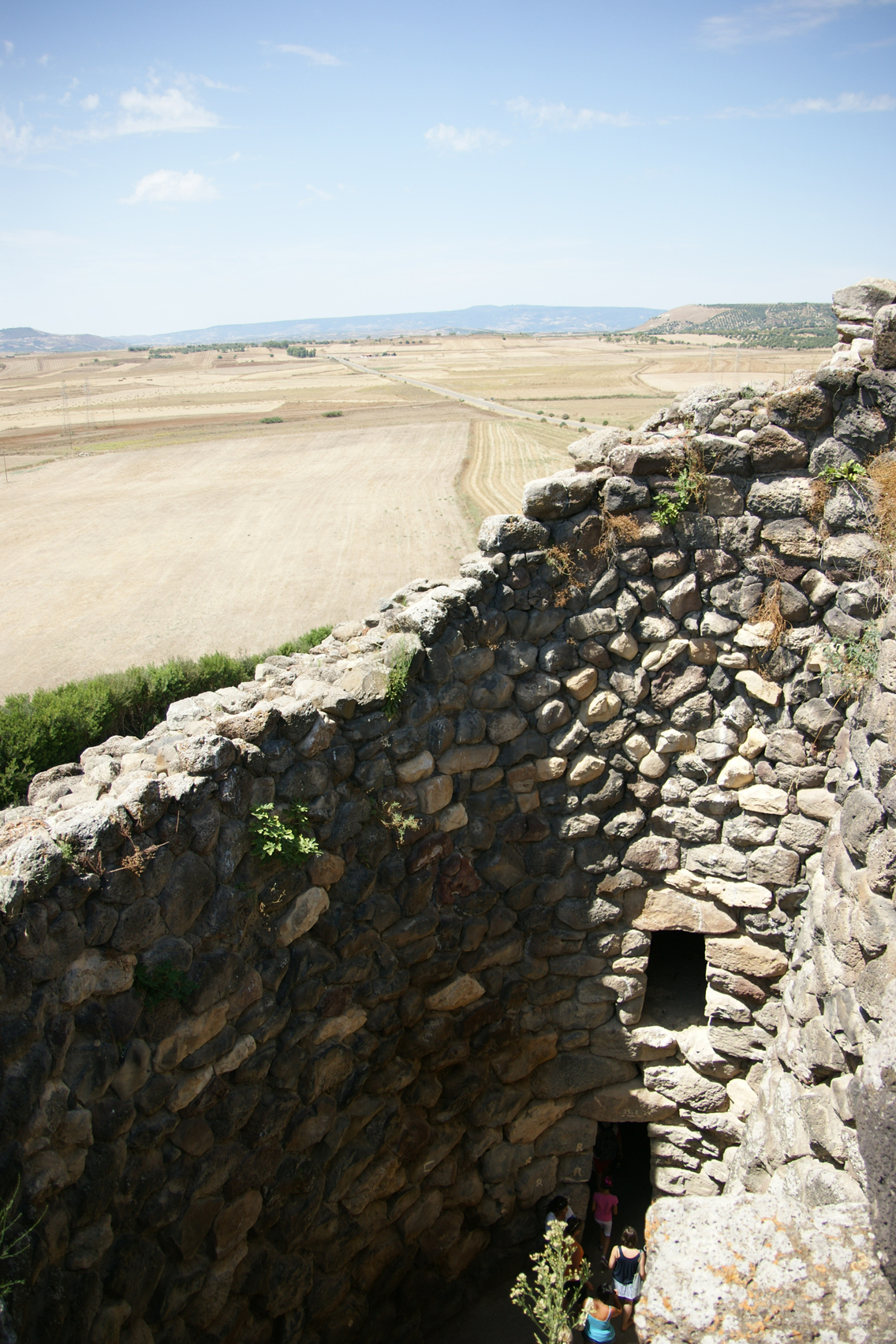
Нураг та його двір влітку

Найстаріша частина нурага — центральна вежа, так звана Мастіо (бергфрід) з трьома розташованими одне над одним приміщеннями (бл.20 метрів у висоту, зараз лишилось 14,1 м). Вона була збудована циклопічною кладкою з базальтових блоків між 17 та 13 ст. до н. е. Аналіз ізотопів C14 маслинової балки, знайденої при розкопках у нижній кімнаті башти датував її 1470 р. до н. е. (± 200 років). Мастіо мала внизу діаметр 10 метрів та звужувалась до третього поверху до 5 метрів.
У пізню бронзову добу довкола неї були збудовані чотири вежі бастіону, розташовані по сторонах світу висотою 17-18 метрів, поєднані мурами з балконом згори (не зберігся). До всіх веж вхід був з внутрішнього двору, розташованого на південь від центрального нурага. У внутрішньому дворі був розташований колодязь з питною водою глибиною 20 метрів..
Три вежі форверка були збудовані у першу фазу будівництва; вони були поєднані муром та слугували зовнішнім захистом бастіону з чотирма вежами. Як і внутрішні вежі, за винятком центрального Мастіо, вони були збудовані циклопічною кладкою з базальтового каміння. Вежі форверка колись сягали 10 метрів у висоту; найкраще збережена вежа H на північному сході має сьогодні 4,5  метри у висоту. Між 1250 та 1000 роками до нашої ери були здійснені перебудови: внутрішній бастіон був підсилений круговим муром три метри у товщину, а форверк був суттєво перебудований — було зведено пять нових веж, які разом з двома старими було включено у полігональний мур. Зведення нової вежі поруч зі старою на південному сході включило стару у внутрішнє кільце муру.

#### Призначення
Справжнє призначення нурагів залишається предметом наукового обговорення. Джованні Ліллью, відривач Су Нураксі, вважав, що це було укріплене поселення (фортеця). Інші археологи вважають, що найстаріша частина дольмена мала релігійне призначення, притулок, місце перебування органів влади, а вежі були додані з оборонною метою та для зберігання продукції.

### Селище
Довкола нурага існувало селище; близько 70 будівель розташовувались по колу. Більшість з них мали одну кімнату та також були збудовані циклопічною кладкою з базальтового каміння. Дахи були конічні, з деревини та гілок..
Найстаріші частини селища датовані 1250 р. до н. е., їх мінімальні залишки знайдені на північний захід від форверка. Після зниження терас нурага бл. 1000 року до н. е., на півночі та сході від бастіону виникли круглі будівлі селища. Головна будівля, хатина 80, ймовірно слугувала місцем зборів; в ній розташовані кам'яні лавки та ніші у стінах. В одній з ніш був знайдений бетель, вапнякова модель вежі нурага, яка була предметом культу каменю. Хоча спочатку хатини створювались як єдині кімнати, пізніше простежується тенденція поділяти ці кімнати на окремі приміщення; так були ідентифіковані майстерні, кухні та центри переробки аграрної продукції.
З другої половини 8-го ст. до н. е. у поселенні Су Нураксі відбулися глибокі зміни, які пов'язують з ‚осхідненням‘ сардинців у 730—600 рр. до н. е. Після знищення головної будівлі (хатини 80), ймовірно у результаті війни, був створений новий житловий комплекс. Він займав всю територію колишнього форверка довкола бастіона та лише частково був орієнтований на схід. Виявлені 109 кімнат, які ймовірно поділялись на 4 помешкань, кожне з яких мало від 8 до 12 кімнат. Через це «селище» були прокладені вузькі провулки, які стікатися до головної вулиці, розташованої у напрямку північ-південь. Біля старого муру форверка були збудовані прямокутні кімнати, але також зустрічались закруглені кімнати з внутрішніми дворами по центру, в який часто у колодязях збиралась вода.
У шостому ст. до н. е. будівлі були зруйновані пунами, а пізніше — відбудовані карфагенянами, а потім і захоплені римлянами. Частково споруди використовувались у пізньопунічнний, давньоримський та середньовічний період. Врешті-решт вони були повністю покинуті.

## Археологічні розкопки
Су Нураксі згадувався вже 19-поч.20ст. у нотатках Вітторіо Ангіу, Джованні Спано і Антоніо Тарамеллі. Залишки споруд були повністю покриті відкладеннями землі до середини 20 століття. У 1940-х роках уродженець Баруміні археолог Джованні Лілью за наявністю великих валунів і гончарних виробів дійшов висновку, що тут можна знайти велику археологічну ділянку. Комплекс був розкопаний з 1951 по 1956 рік. Розкопки дозволили прослідкувати різні стадії будівництва веж та оточуючого «селища», були знайдені знарядді праці, зброя, гончарні вироби та орнаменти.
Ділянка важлива для розуміння шкали розвитку сардинської цивілізації, зокрема, відносна хронологія передісторії Сардинії в значній мірі базується на розкопках нурага у Су Нураксі. «Джованні Лілью […] використав комбінацію структурних фаз та типології кераміки для створення загальної послідовності Нурагічної цивілізації.»
Зараз комплекс відкритий для публіки, має музей. Важливі знахідки з розташованої неподалік іншої важливої нурагічної ділянки під Палаццо Запата також демонструються у музеї.

## Галерея

Вид з Мастіо на „селище“
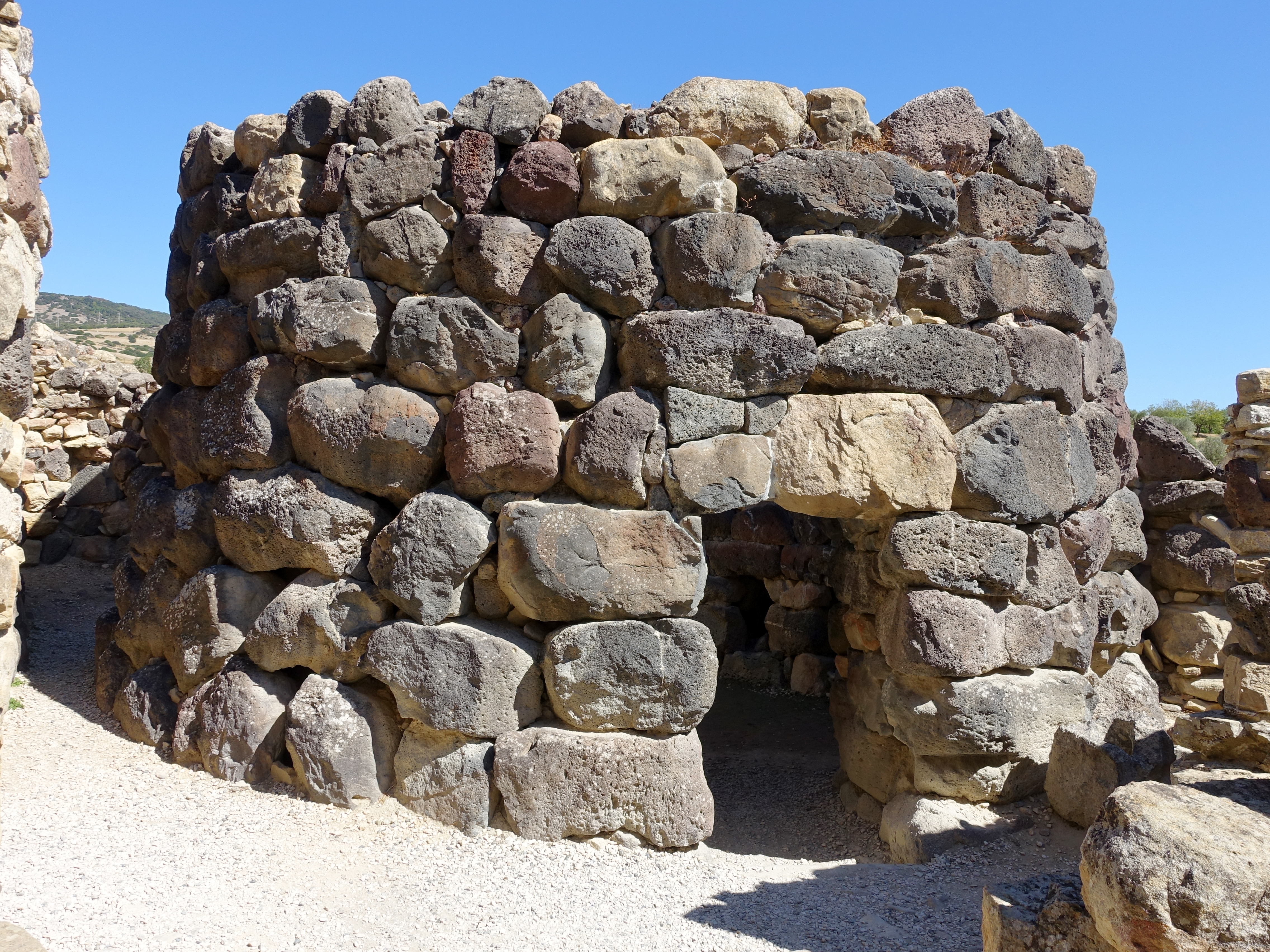
Вежа H форверка
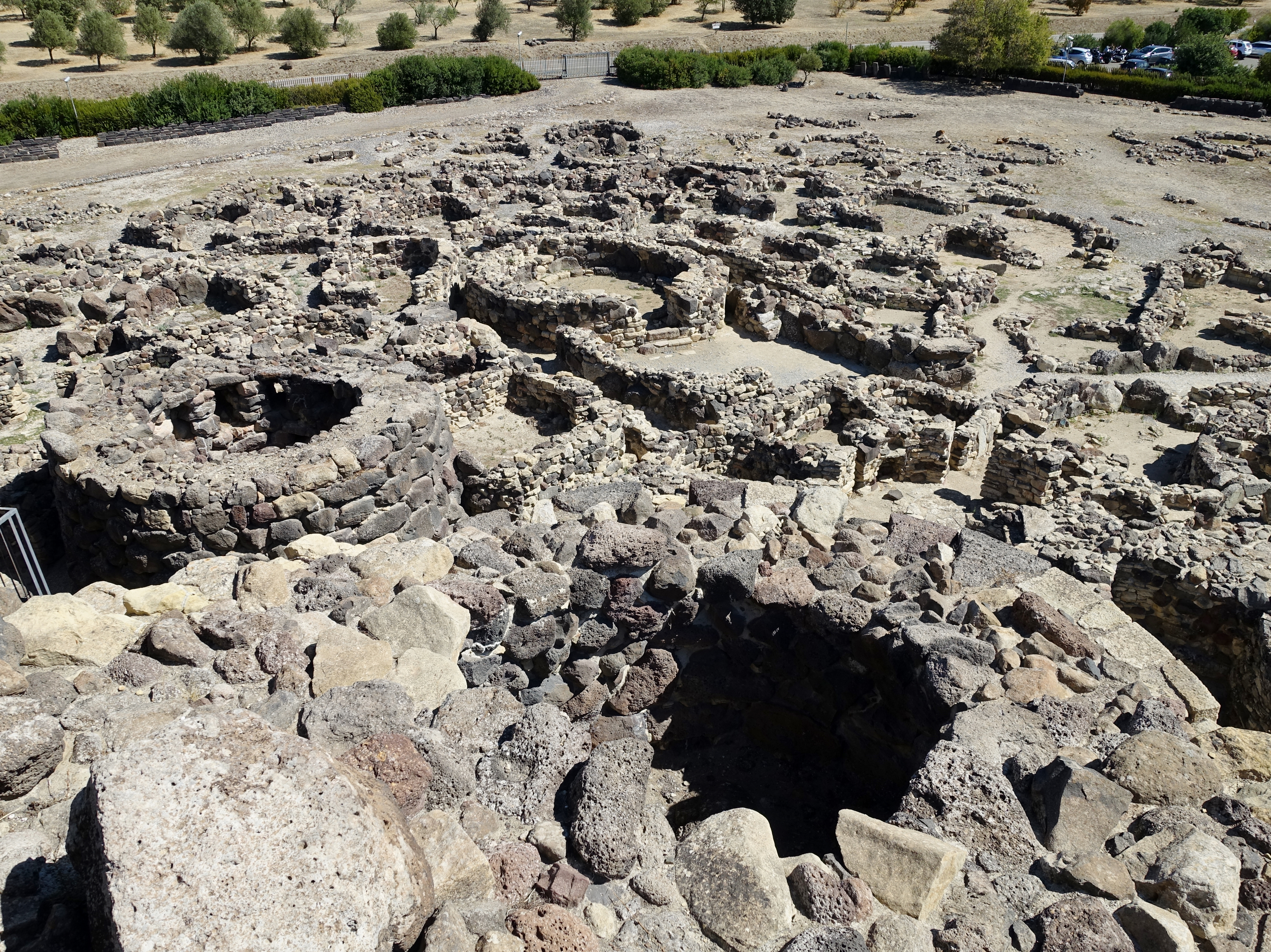
Північний схід „селища“
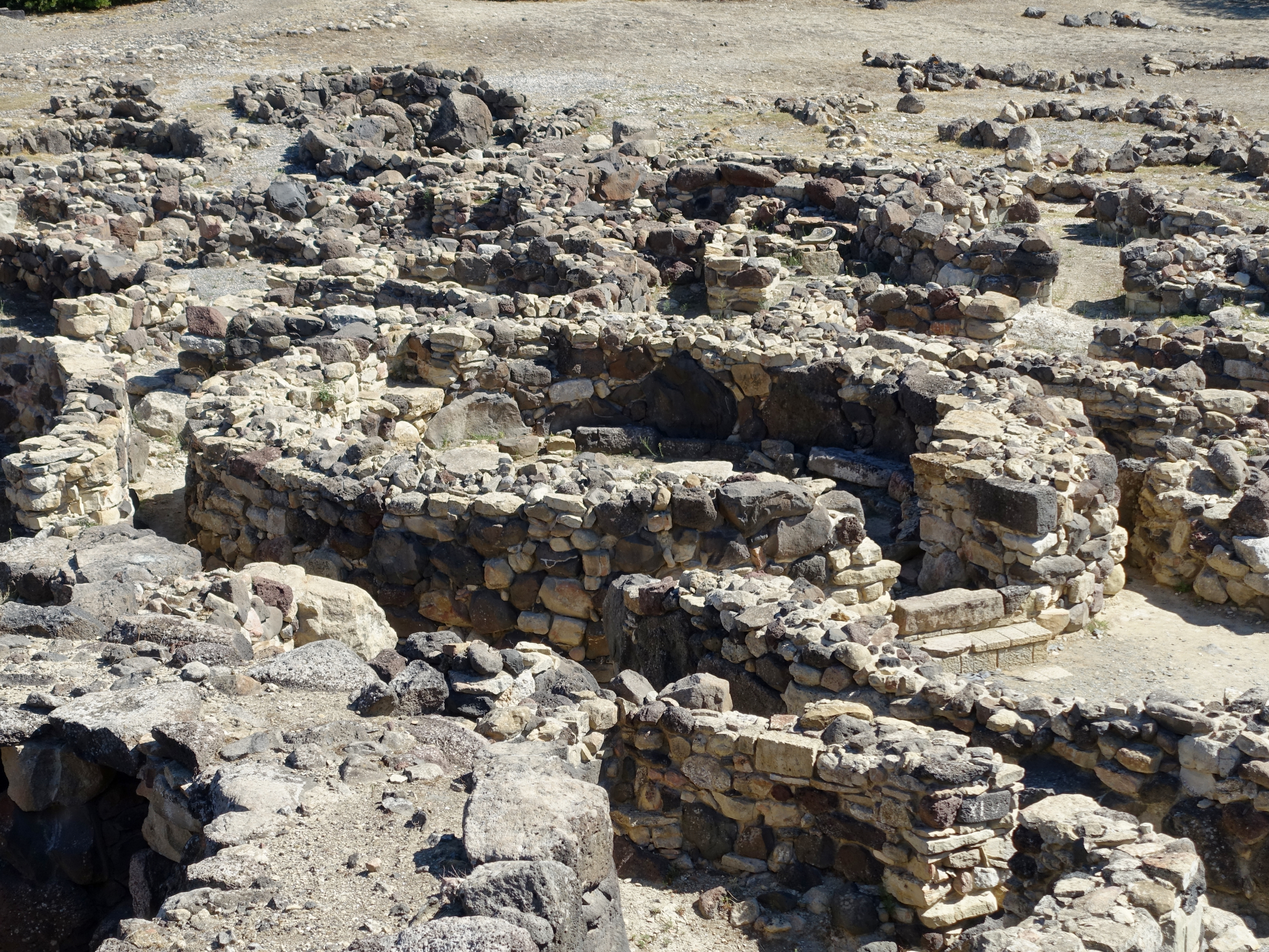
Хатина 80 на північному сході
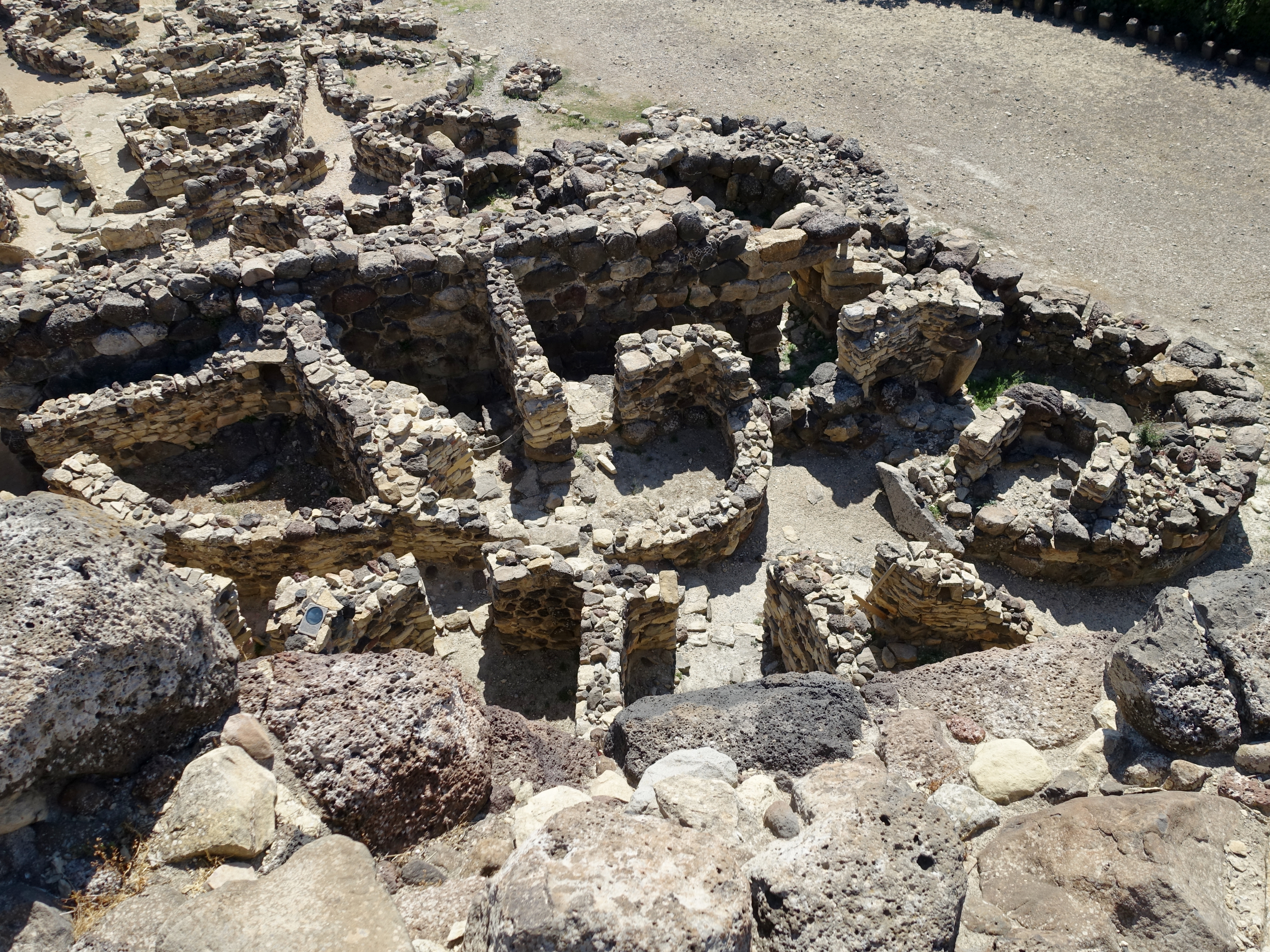
Кімнати нового поселення біля південно-східної вежі форверка
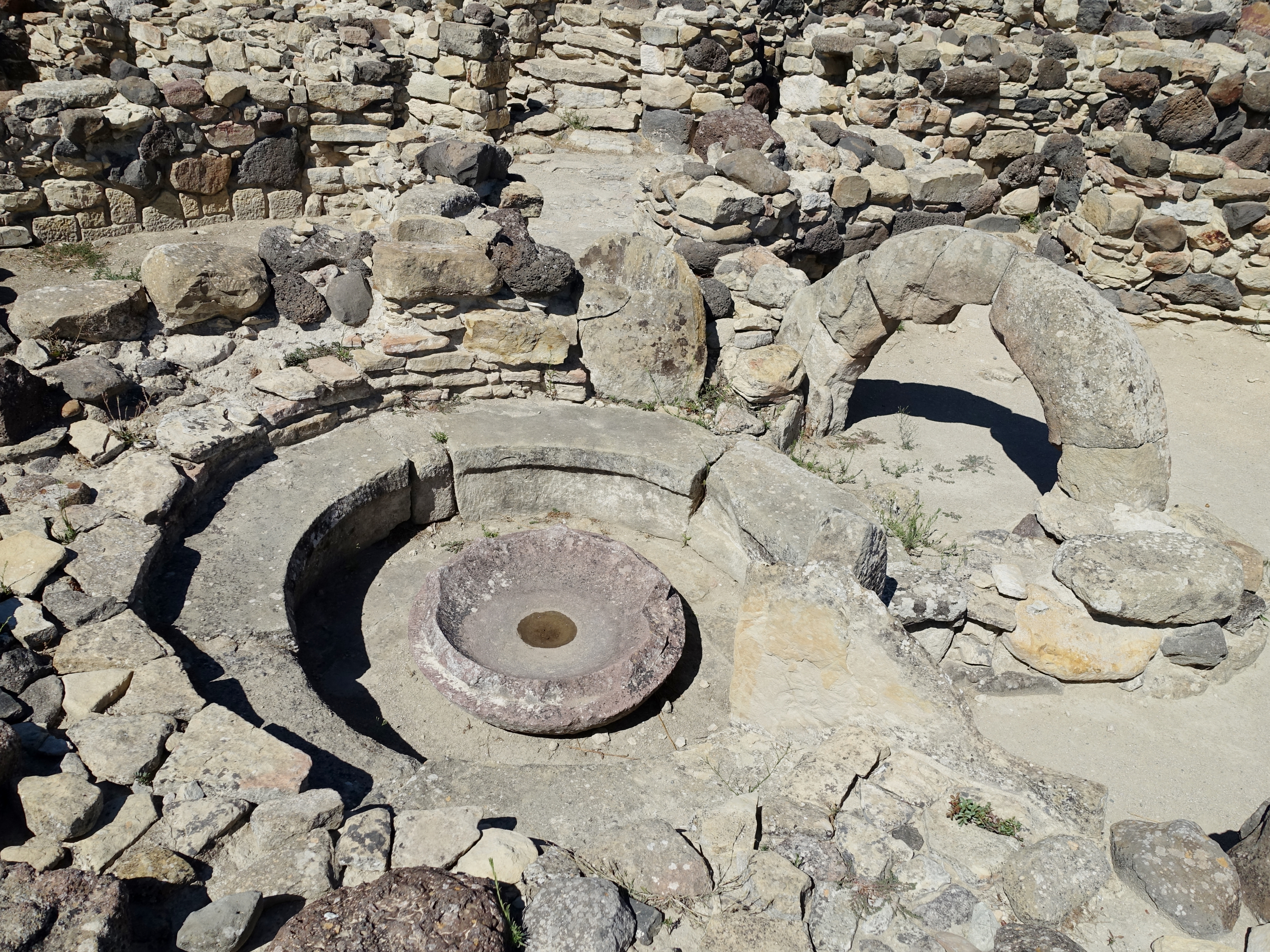
Хатина 20, ротонда
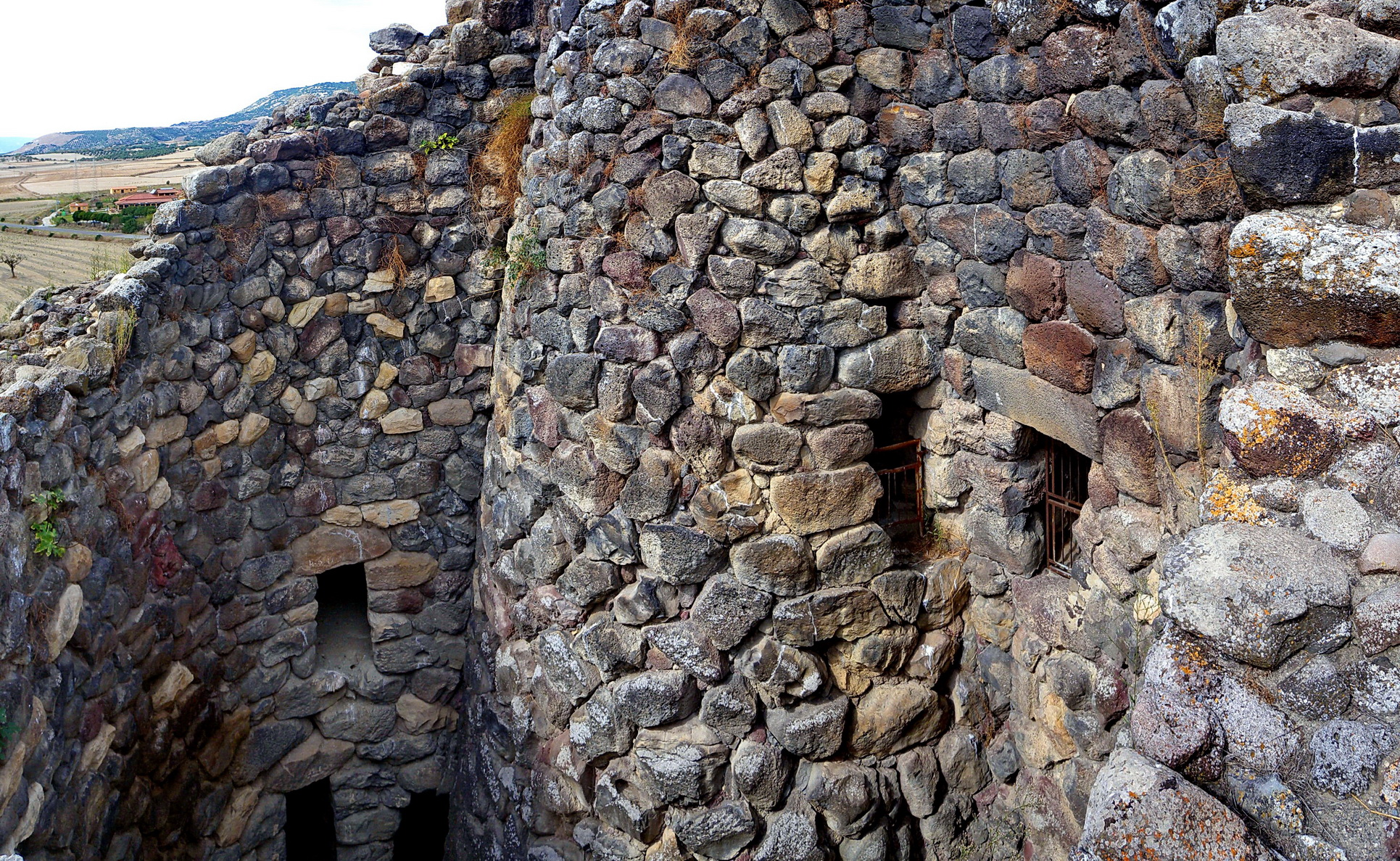
Головна вежа та внутрішній двір
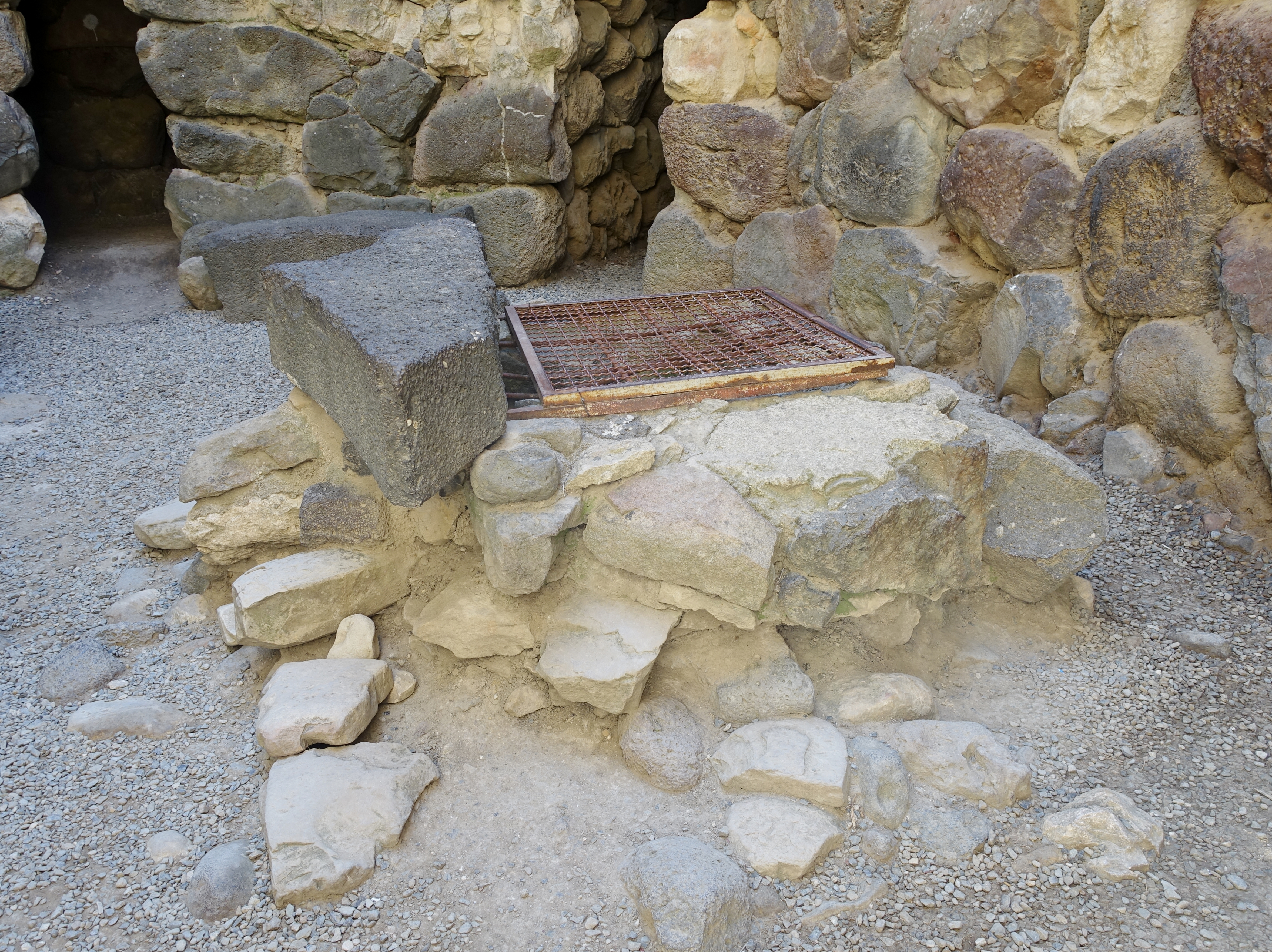
Колодязь у внутрішньому дворі
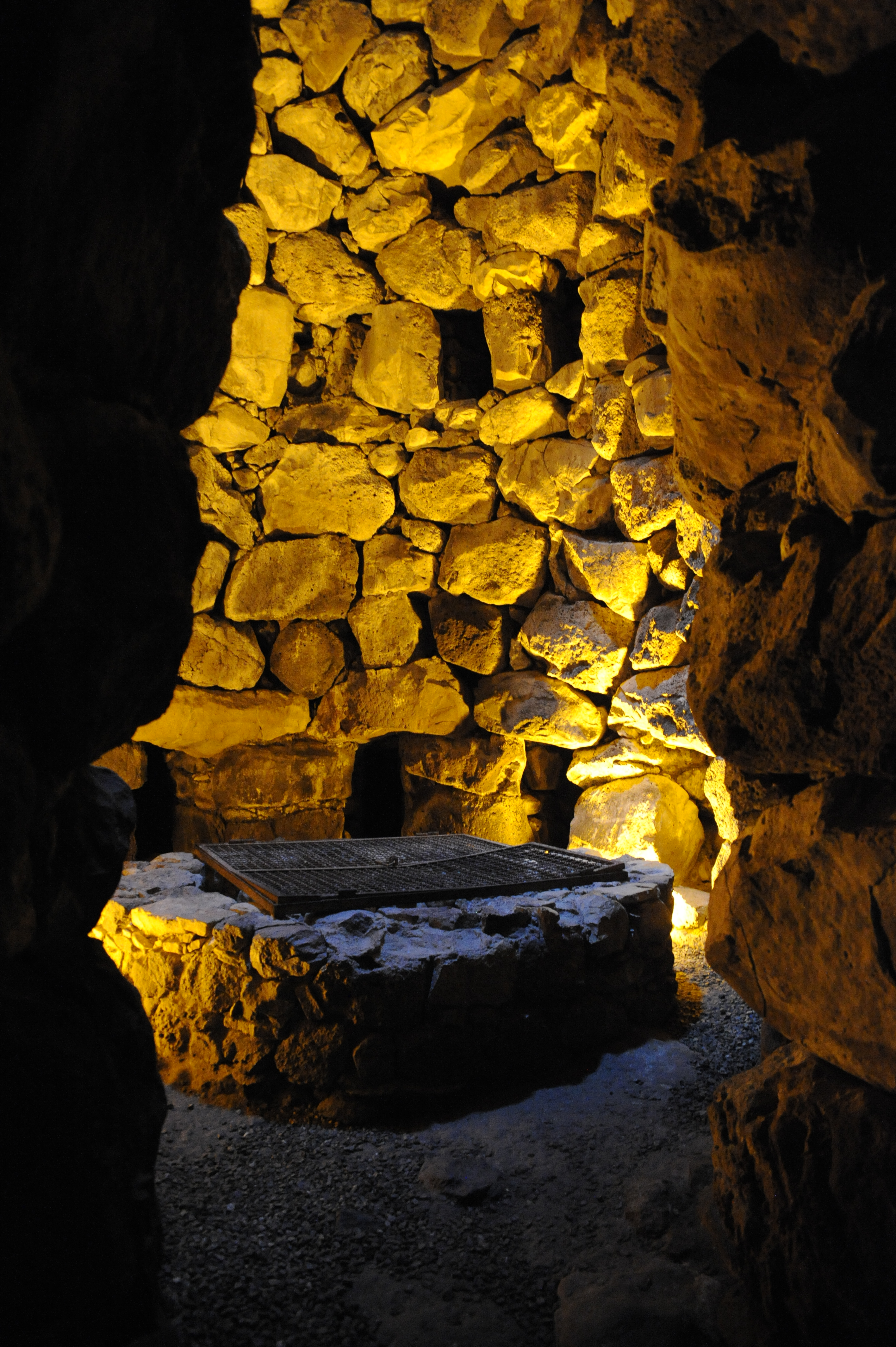
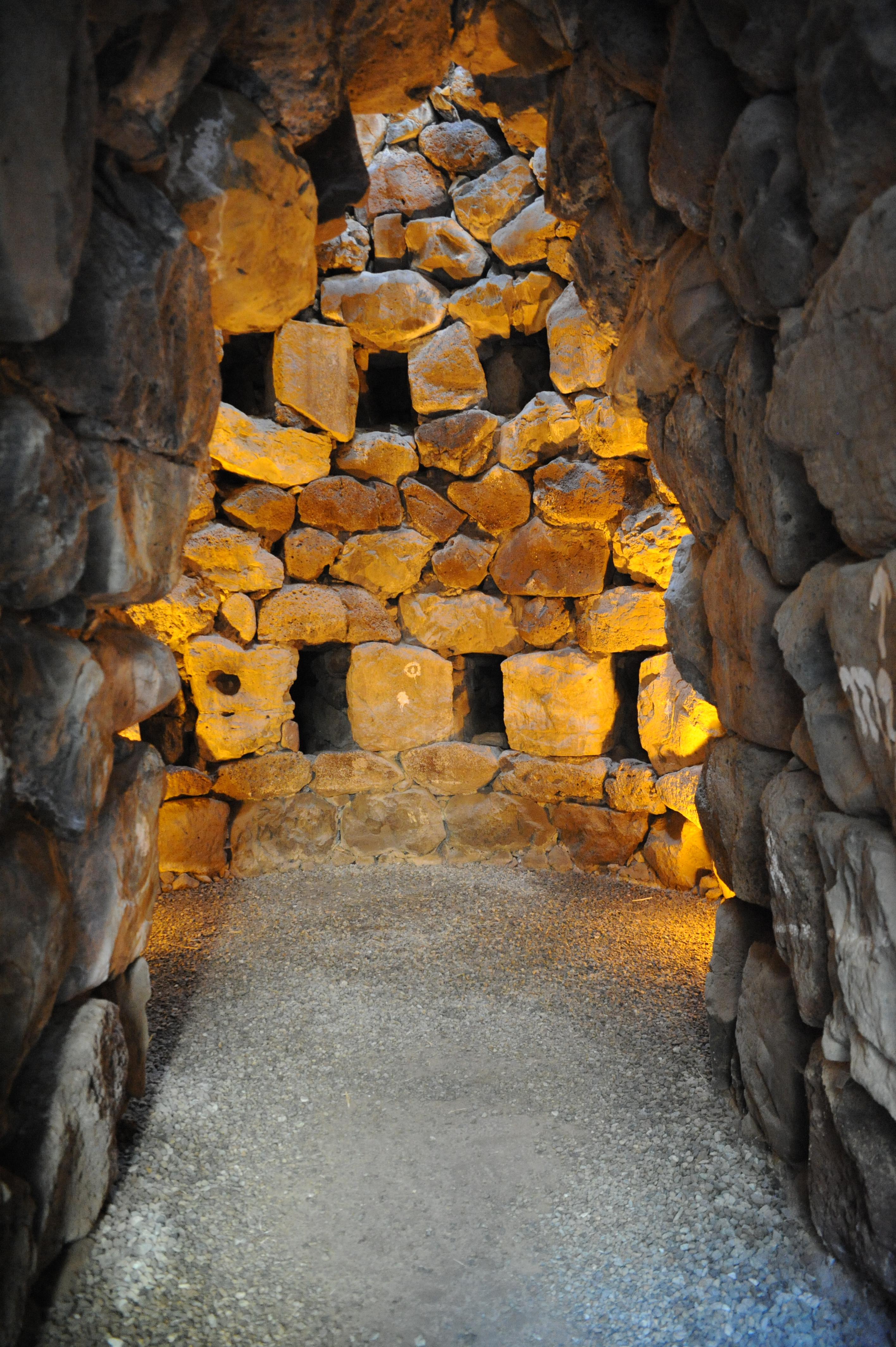
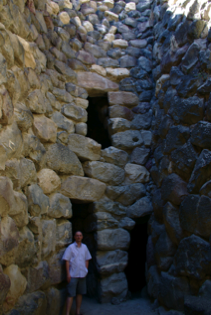
Всередині центральної вежі Су Нураксі, у порівнянні з людиною зросту 1,8 м.